# نظام بيانات شركة
نظام بيانات الشركة هو نوع من نظم المعلومات التي تحسن وظائف عمليات تسيير الأعمال في المؤسسة عن طريق التكامل. وهذا يعني عادة تقديم خدمة عالية الجودة تتناول كميات كبيرة من البيانات وتكون قادرة على دعم منظمة أو مؤسسة كبيرة وربما معقدة. ويجب أن يكون بمقدور أي مؤسسة استخدام أي نظام للمعلومات البيئية بجميع أجزائها ومستوياتها.
كلمة enterprise يمكن أن تكون لها دلالات مختلفة. و يستخدم هذا المصطلح كثيرا للإشارة إلى المنظمات الكبيرة فقط, مثل الشركات الجنسيات المتعددة ، أو منظمات القطاع العام. ومع ذلك ، يمكن استخدامه ليعني أي شيء تقريبا، بحكم كونه أصبح كلمة طنانة تخاطب الشركات.

## الغرض
توفر أنظمة معلومات المؤسسة نظامًا تقنيًا يمكّن المؤسسات من دمج وتنسيق عمليات أعمالها على أساس متين. يتم استخدام EIS حاليًا جنبًا إلى جنب مع إدارة علاقات العملاء وإدارة سلسلة التوريد لأتمتة عمليات الأعمال. يوفر نظام معلومات المؤسسة نظامًا واحدًا مركزيًا للمؤسسة يضمن مشاركة المعلومات عبر جميع المستويات الوظيفية والتدرجات الهرمية للإدارة.
يمكن استخدام EIS لزيادة إنتاجية الأعمال وتقليل دورات الخدمة ودورات تطوير المنتج ودورات حياة التسويق. يمكن استخدامه لدمج التطبيقات الموجودة. وتشمل النتائج الأخرى كفاءة تشغيلية أعلى ووفورات في التكاليف.
عادة لا تكون القيمة المالية نتيجة مباشرة من تنفيذ نظام معلومات المؤسسة.

## مرحلة التصميم
في مرحلة التصميم، السمة الرئيسية لتقييم كفاءة نظم المعلومات الإلكترونية هي احتمال تسليم رسائل مختلفة في الوقت المناسب مثل القيادة والخدمة وما إلى ذلك.

## نظم المعلومات
وتنشئ النظم المؤسسية لنظم المعلومات هيكلا قياسيا للبيانات، وهي ذات قيمة كبيرة في القضاء على مشكلة تشتت المعلومات الذي تسببه نظم المعلومات المتعددة داخل المنظمة. وتميز نظم المعلومات البيئية نفسها عن النظم القديمة من حيث إنها تقوم على المعاملات الذاتية وتساعد على نفسها وتتكيف مع الظروف العامة والمتخصصة. وخلافا لنظام معلومات المؤسسة، فإن النظم القديمة تقتصر على الاتصالات على نطاق الإدارة.
وسيوضع نظام معلومات مؤسسي نموذجي في مركز بيانات واحد أو أكثر، وسيشغل برمجيات مؤسسية، ويمكن أن يشمل تطبيقات تعبر عادة حدود المنظمة مثل نظم إدارة المحتوى.